# Crowne Plaza
Crowne Plaza er en britisk multinational upscale hotelkæde. Den ejes af InterContinental Hotels Group og findes i næsten 100 lande, de har 431 hoteller og 118.000 værelser.
Holiday Inn Crowne Plaza blev etableret i 1983 som upscale-divisionen af Holiday Inn. I 1988 opkøbte Bass PLC (i dag InterContinental Hotels Group) Holiday Corporation og i 1994 blev navnet ændret til Crowne Plaza Hotels. Crowne Plaza åbnede i 1999 sit første hotel i Europa ved åbningen af et hotel i Madeira i Portugal.